# Argentyna na Letnich Igrzyskach Olimpijskich 1936
Argentynę na XI Letnich Igrzyskach Olimpijskich w Berlinie reprezentowało 51 sportowców w 8 dyscyplinach. Był to 7 start Argentyńczyków na letnich igrzyskach olimpijskich.

## Zdobyte medale
| Medal  | Zawodnik                                                    | Dyscyplina sportowa | Konkurencja                  |
| ------ | ----------------------------------------------------------- | ------------------- | ---------------------------- |
| Złoto  | Luis Duggan Roberto Cavanagh Andrés Gazzotti Manuel Andrada | Polo                | turniej mężczyzn             |
| Złoto  | Oscar Casanovas                                             | Boks                | waga piórkowa                |
| Srebro | Guillermo Lovell                                            | Boks                | waga ciężka                  |
| Srebro | Jeannette Campbell                                          | Pływanie            | 100 m stylem dowolnym kobiet |
| Brąz   | Raúl Villarreal                                             | Boks                | waga średnia                 |
| Brąz   | Francisco Risiglione                                        | Boks                | waga półciężka               |
| Brąz   | Horacio Podestá Julio Curatella                             | Wioślarstwo         | dwójka bez sternika          |